# Physematium obtusum
Physematium obtusum — вид родини вудсієвих (Woodsiaceae), що зростає у східній частині США, а також Онтаріо й Квебеку (Канада).

## Біоморфологічна характеристика
Стебла від прямовисних до горизонтальних, з малою чи великою кількістю стійких черешкових основ неоднакової довжини; луски часто рівномірно коричневі, але принаймні деякі двоколірні з темною центральною смугою та блідо-коричневими краями, вузько-ланцетні. Листки 8–60 × 2.5–12 см; стеблина листка світло-коричневого або солом'яного кольору, коли дозріває, іноді темніша біля основи, відносно крихка; пластинка від ланцетоподібної до яйцеподібної, від 2-перистої до 2-перисто-розділеної проксимально, помірно залозиста; рахіс із залозистими волосками й розсіяними, часто волосоподібними лусочками; пера від яйцювато-дельтаподібних до еліптичних, більші в довжину ніж ширину, різко звужені до округлої або широко гострої вершини, найбільші — з 5–14 парами часточок, абаксіальні та адаксіальні поверхні залозисті, позбавлені не залозистих волосків або лусочок; часточки зубчасті, іноді глибоко-дольні. Спори в середньому 35–47 мкм. Період спороношення: літо — осінь.

## Середовище проживання
Зростає у східній частині США, а також Онтаріо й Квебеку (Канада). 
Населяє скелі та скелясті схили (рідше наземний), трапляється на різноманітних субстратах, як от пісковик, граніт, вапняк; на висотах 0–1000 метрів.